# Václav Vochoska
Václav Vochoska (České Budějovice, 26 luglio 1955) è un ex canottiere cecoslovacco, dal 1993 ceco.

## Palmarès

### Olimpiadi
- 2 medaglie:
  - 2 bronzi (Montréal 1976 nel quattro di coppia; Mosca 1980 nel due di coppia)

### Mondiali
- 2 medaglie:
  - 2 argenti (Nottingham 1975 nel quattro di coppia; Amsterdam 1977 nel quattro di coppia)